# Барицентр

Барицентричний вид системи Плутон – Харон, як видно з анімації New Horizons

В астрономії барицентр — це центр маси двох або більше тіл, які обертаються одне проти одного, і є точкою, навколо якої обертаються ці тіла. Барицентр — це динамічна точка, а не фізичний об’єкт. Це важлива концепція в таких галузях, як астрономія та астрофізика. Відстань від центру мас тіла до барицентру можна обчислити як задачу двох тіл.
Якщо одне з двох орбітальних тіл є набагато масивнішим за інше, і тіла розташовані відносно близько одне до одного, барицентр зазвичай буде розташований у більш масивному об’єкті. У цьому випадку замість того, щоб два тіла оберталися навколо точки між собою, буде здаватись, що менш масивне тіло обертається навколо більш масивного тіла, тоді як більш масивне тіло може злегка хитатися. Це стосується системи Земля-Місяць, барицентр якої розташований у середньому на 4671 км від центру Землі, що еквівалентно 75% радіуса Землі, який становить 6378 км. Коли два тіла мають однакову масу, барицентр здебільшого буде розташований між ними, і обидва тіла обертатимуться навколо нього. Це стосується Плутона та Харона, одного з природних супутників Плутона, а також багатьох подвійних астероїдів і подвійних зірок. Коли менш масивний об'єкт знаходиться далеко, барицентр може розташовуватися за межами більш масивного об'єкта. Це стосується Юпітера і Сонця; попри те, що Сонце в тисячу разів масивніше від Юпітера, їхній барицентр знаходиться трохи поза Сонцем через відносно велику відстань між ними.  
В астрономії барицентричні координати — це необертові координати, початок відліку якої збігається з барицентром двох або більше небесних тіл. Міжнародна небесна система відліку — це барицентрична система координат із центром у барицентрі Сонячної системи.

## Задача двох тіл
Барицентр є одним із фокусів еліптичної орбіти кожного тіла. Це важлива концепція в галузях астрономії та астрофізики. Якщо a — велика напіввісь системи, r1 — велика напіввісь первинної орбіти навколо барицентру, а r2 = a − r1 — велика напіввісь орбіти вторинної системи. Коли барицентр розташований у масивнішому тілі, це тіло буде виглядати наче «гойдається», а не рухається по помітній орбіті. У простому випадку двох тіл відстань від центру первинної об’єкти до барицентра, r1, визначається як:
{\displaystyle r_{1}=a\cdot {\frac {m_{2}}{m_{1}+m_{2}}}={\frac {a}{1+{\frac {m_{1}}{m_{2}}}}}}
де :
- r 1 — відстань від центру тіла 1 до барицентра
- а — відстань між центрами двох тіл
- m 1 і m 2 — маси двох тіл.

## Галерея
Зображення репрезентативні (зроблені вручну), не імітовані.

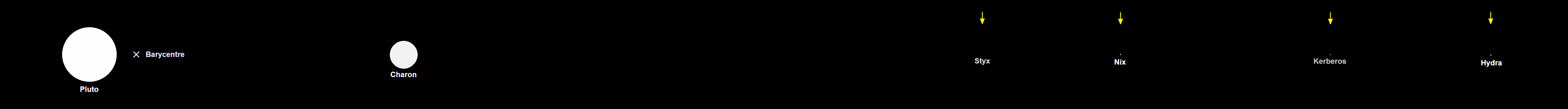

- Два тіла з однаковою масою обертаються навколо спільного барицентру (подібно до системи 90 Антіопа)
- Два тіла з різною масою обертаються навколо спільного барицентру, зовнішнього для обох тіл, як у системі Плутон–Харон
- Два тіла з великою різницею в масі обертаються навколо спільного барицентру всередині одного тіла (подібно до системи Земля-Місяць)
- Два тіла з надзвичайною різницею мас, що обертаються навколо загального барицентру всередині одного тіла (подібно до системи Сонце–Земля)
- Два тіла з однаковою масою, що обертаються навколо спільного барицентру, зовнішнього по відношенню до обох тіл, з ексцентричними еліптичними орбітами (загальна ситуація для подвійних зірок)
- Масштабна модель системи Плутон: Плутон і його п’ять супутників, включаючи розташування барицентру системи. Розміри, відстані та видима величина тіл вказані в масштабі.
- Вид збоку зірки, що обертається навколо барицентру планетної системи. Метод радіальної швидкості використовує коливання зірки для виявлення позасонячних планет